# Sal Velluto
Sal Velluto né en 1956 en Italie est un dessinateur de comics.

## Biographie
Sal Velluto naît en 1956 en Italie. Après des études aux beaux-arts, il travaille dans la publicité dans les années 1970 et 1980. En 1984, il part pour les États-Unis où il dessine des comics pour Marvel Comics. Il travaille d'abord sur Puissance 4 puis sur Moon Knight. Il travaille encore quelque temps pour cet éditeur avant de partir pour des indépendants comme Valiant Comics où il dessine X-O Manowar. Il travaille aussi pour Now Comics (Green Hornet) et Continuity Comics (Armors). Parallèlement à sa carrière de dessinateur de comics, Sal Velluto dessine aussi des publicités, des cartes à échanger ou des personnages pour des jeux vidéos. En 1991, il est engagé par DC Comics où il dessine la Justice League Task Force sur un scénario de David Michelinie. En 1993, il crée Firebrand avec le scénariste Brian Augustyn. Il revient ensuite chez Valiant pour dessiner Bloodshot. Puis en 1999, de nouveau chez Marvel, il dessine les aventures du Surfer d'argent puis celles de Black Panther durant 3 ans. En 2003, il travaille sur diverses séries de CrossGen. De 2004 à 2006 il est chez Penny-Farthing Press sur les séries Captain Gravity and the Power of the Vril et The Victorian. En novembre 2014 Hermes Press sort une mini-serie originale de  The Phantom écrite par Peter David et dessinée par Sal Velluto, publiée en Europe par Egmont. En 2018, il dessine une série publiée dans The Friend un journal mormon .